# Гиомар III (виконт Леона)
Гиомар III (фр. Guyomar III, брет. Gwioñvarc'h III; умер в 1179) — виконт Леона c 1168, сын виконта Леона Эрве I (II) де Леон и внебрачной дочери короля Англии Стефана.

## Биография

### Правление
В августе 1167 года отец Гиомара Эрве I поднял восстание вместе с виконтом де Пороэт Эдом II, виконтом де Туар Жоффруа IV и молчаливой поддержкой короля Франции Людовика VII.
После переговоров с Людовиком король Англии Генрих II Плантагенет возглавил кампанию против виконтства Леон. В августе 1167 года Гиомар III потерпел поражение и был захвачен в плен, в то время как главные замки Эрве и его сына были разрушены. Эрве умер вскоре после этого, в 1168 году. Гиомар стал виконтом Леона.
Также как и его отец Эрве, Гиомар пытался отстоять независимость де-факто виконтства Леон, освободив его из под власти основного сюзерена, герцогства Бретань, а также от влияния королей Англии. Его правление было основано на постоянных восстаниях ради достижения независимости. В особенности он стремился защитить свои экономические интересы, в том числе заявив, что имеет драгоценный камень, приобретенный в результате кораблекрушения и оцененный в 100000 солидов.
В 1169 году Гиомар поднял новое восстание, и Генрих II призвал герцога Бретани Конана IV, также владевшего Трегье подавить беспорядки в виконтстве Леон. Кампания Конана против Гиомара началась в 1170 году, причем Конан, победив его лишь один раз, не добился покорения восставшего виконта. После смерти Конана в феврале 1171 года, Гиомар вновь восстал, и Генрих, шедший из Понторсона, руководил походом против него, который привел Гиомара к потере своих замков, все из которых были разрушены, и только три перешли в руки Генриха. Суд над Гиомаром состоялся в мае в Понтерсоне. Генрих приказал Гиомару вернуть все земли, конфискованные ранее у его соседей или вассалов, или предстать уже перед королевским судом.
25 января 1171 года Гиомар совершил наемное убийство своего младшего брата, Аймона, епископа Леона. Согласно Роберту де Ториньи, Аймон был ранее назначен Гиомаром на этот пост, но затем с ним поссорился. Проводят параллель между этим убийством и смертью Томаса Бекета в 1170 году, в котором обвиняли Генриха, которому требовалось решительно действовать, чтобы освободиться от обвинений в убийстве духовного лица.
В августе 1177 года, сын Генриха герцог Бретани Жоффруа II Плантагенет, по просьбе отца, возглавил кампанию против Гиомара, вновь поднявшего мятеж. Гиомар предъявил свои земли Генриху, но в апреле 1179 года опять поднял восстание, которое стало для него последним. Жоффруа вновь отправился против него, но, будучи более жёстким в этот раз, конфисковал всё виконтство, присоединив его к герцогству Бретань. Гиомар согласился отправиться в паломничество в Иерусалим, но в том же году скончался.
Сыновьям Гиомара, Гиомару IV и Эрве II (III), было позволено управлять небольшими частями конфискованного виконтства.

### Брак и дети
Жена: Нобилис. Дети:
- Гиомар IV, виконт части Леона с 1179
- Эрве II (III) (ум. после 1179), виконт части Леона с 1179
- Жанна; муж с августа 1160 — Эд II (ум. 1170/1173), граф де Пороэт, герцог Бретани и граф Ренна